# Apatura ilia
La tornasolada chica (Apatura ilia) es una especie de lepidópteros ditrisios de la familia Nymphalidae.

## Descripción
Lepidóptero con las alas delanteras de 32 a 35 mm, bastante parecida a la tornasolada (Apatura iris), distinguiéndose por los puntos de las alas; esta especie tiene dos puntos más y además le falta la forma saliente de las alas traseras. La hembra es más grande y carece de tornasolado.

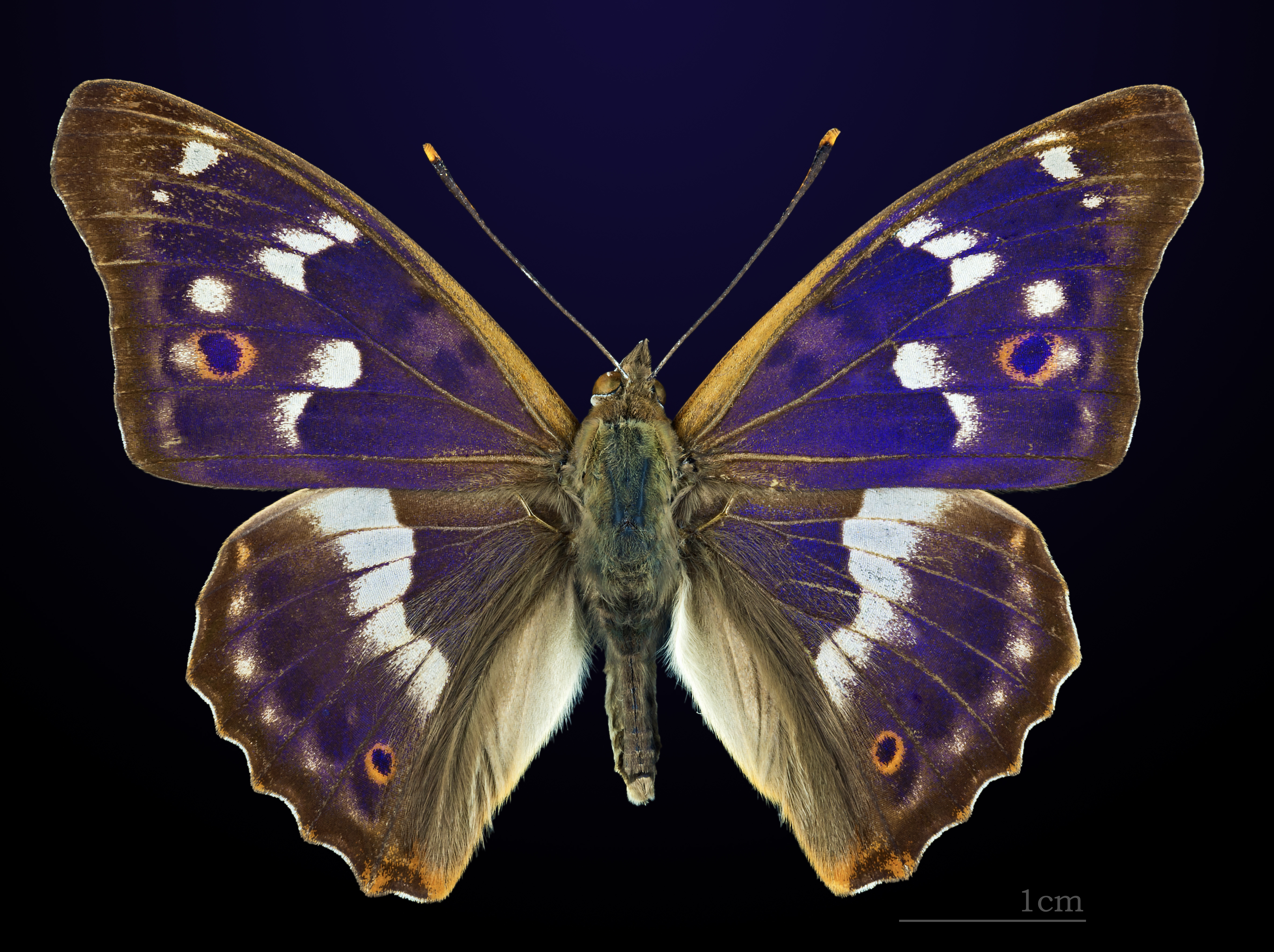
♂ Apatura ilia
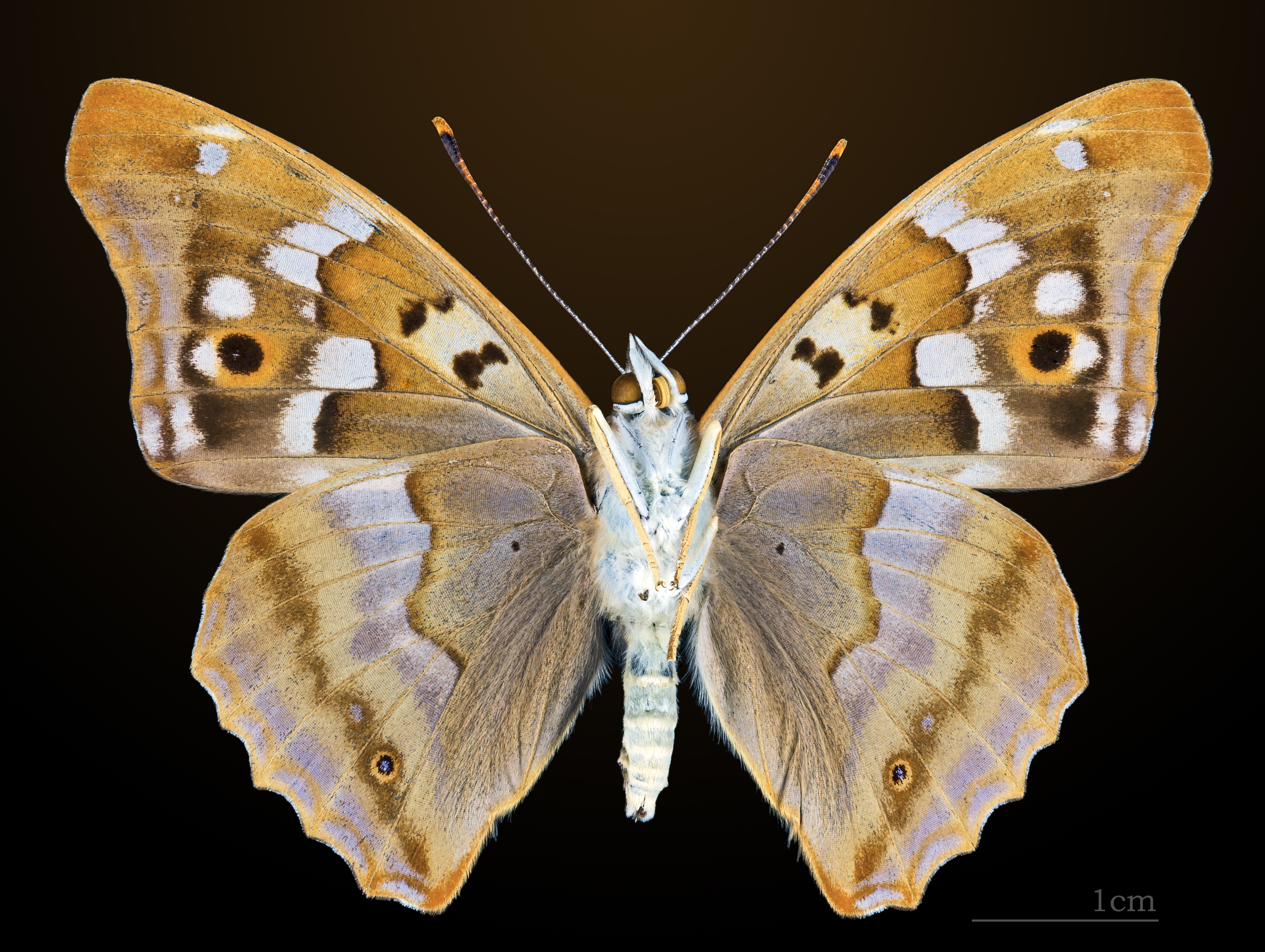
♂ △ Apatura ilia

## Distribución
Se distribuye por el Paleártico: Francia, Europa central, falta en el norte de Alemania y llega por el oeste hasta Asia Oriental. Por el sur llega hasta Italia central y al norte de Grecia. Falta en las islas mediterráneas. Distribución muy limitada en España y Portugal.
Se la suele observar en los claros de bosques frondosos, sobre suelos calcáreos, en lagunas, valles soleados y sobre todo en vegas con praderas, álamos y álamos temblones.

## Fase larvaria
La oruga se desarrolla desde finales de verano hasta comienzo del siguiente, el invierno lo pasa como oruga, después de la segunda muda, en las ramas de los álamos. Se alimenta de álamos y sauces.

## Amenazas
Especie muy amenazada en Europa Central, por la desaparición de sus zonas de hábitat.

## Ecología
Las larvas se alimentan de especies de Salix, Populus tremula y Populus nigra. 

## Subespecies
- Apatura ilia ilia
- Apatura ilia  barcina
- Apatura ilia  clytie
- Apatura ilia extensa  Le Moult, 1947
- Apatura ilia herastituta  O. Bang-Haas, 1936
- Apatura ilia here  Felder, 1862
- Apatura ilia hereoides  O. Bang-Haas, 1933
- Apatura ilia huapingensis Yoshino, 1998
- Apatura ilia phaedra  Leech, 1892
- Apatura ilia praeclara  Bollow, 1930
- Apatura ilia pusilla  O. Bang-Haas, 1936
- Apatura ilia serarum  Oberthür
- Apatura ilia sobrina  Stichel
- Apatura ilia subsobrina  Mell, 1952
- Apatura ilia szechwanensis  Le Moult, 1947
- Apatura ilia ussuriensis (Kurenzov, 1937)
- Apatura ilia yunnana Mell, 1952[2]
- Apatura ilia yunnanensis (Le Moult, 1947).[3]

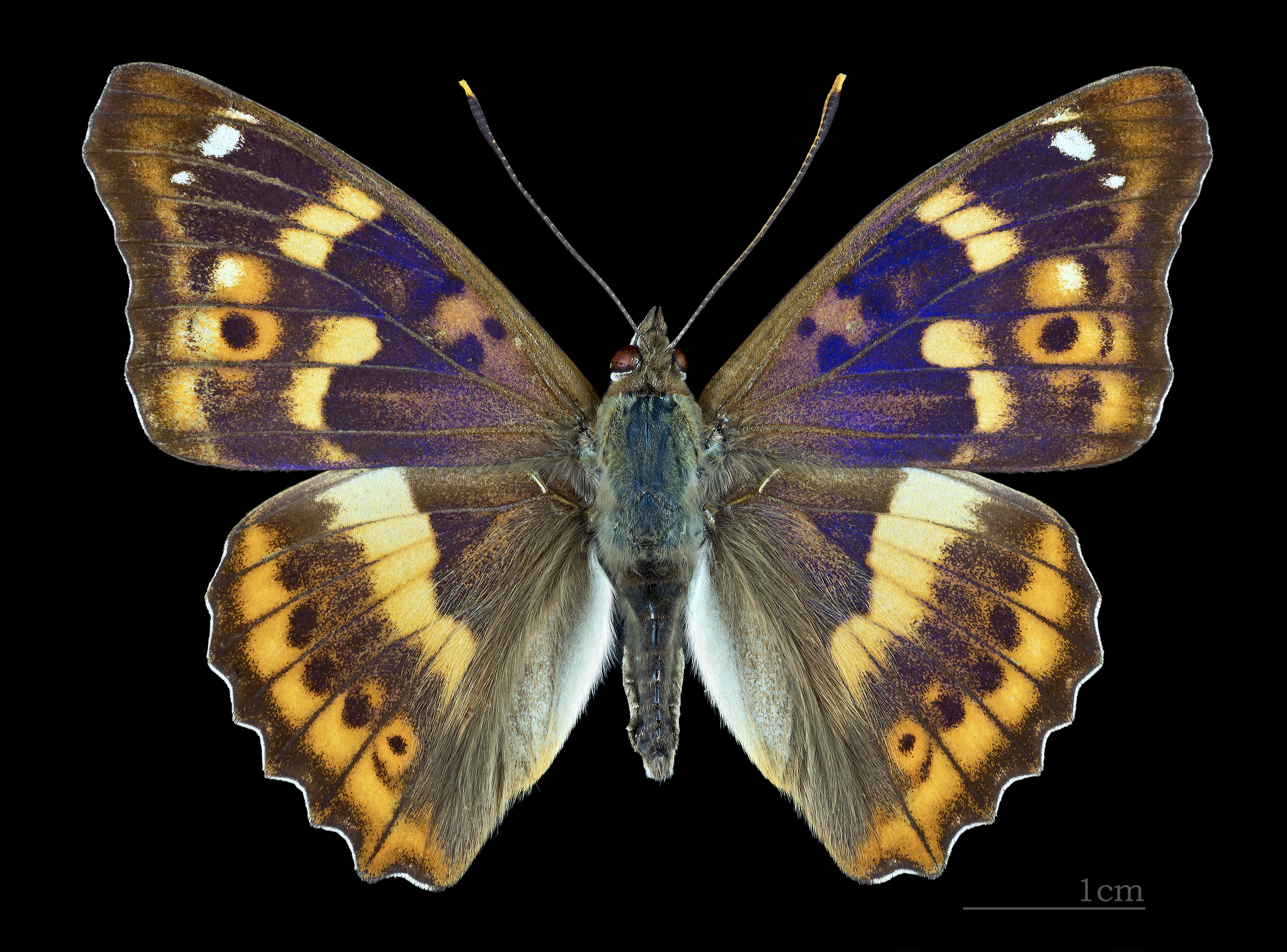
Apatura ilia clytie ♂
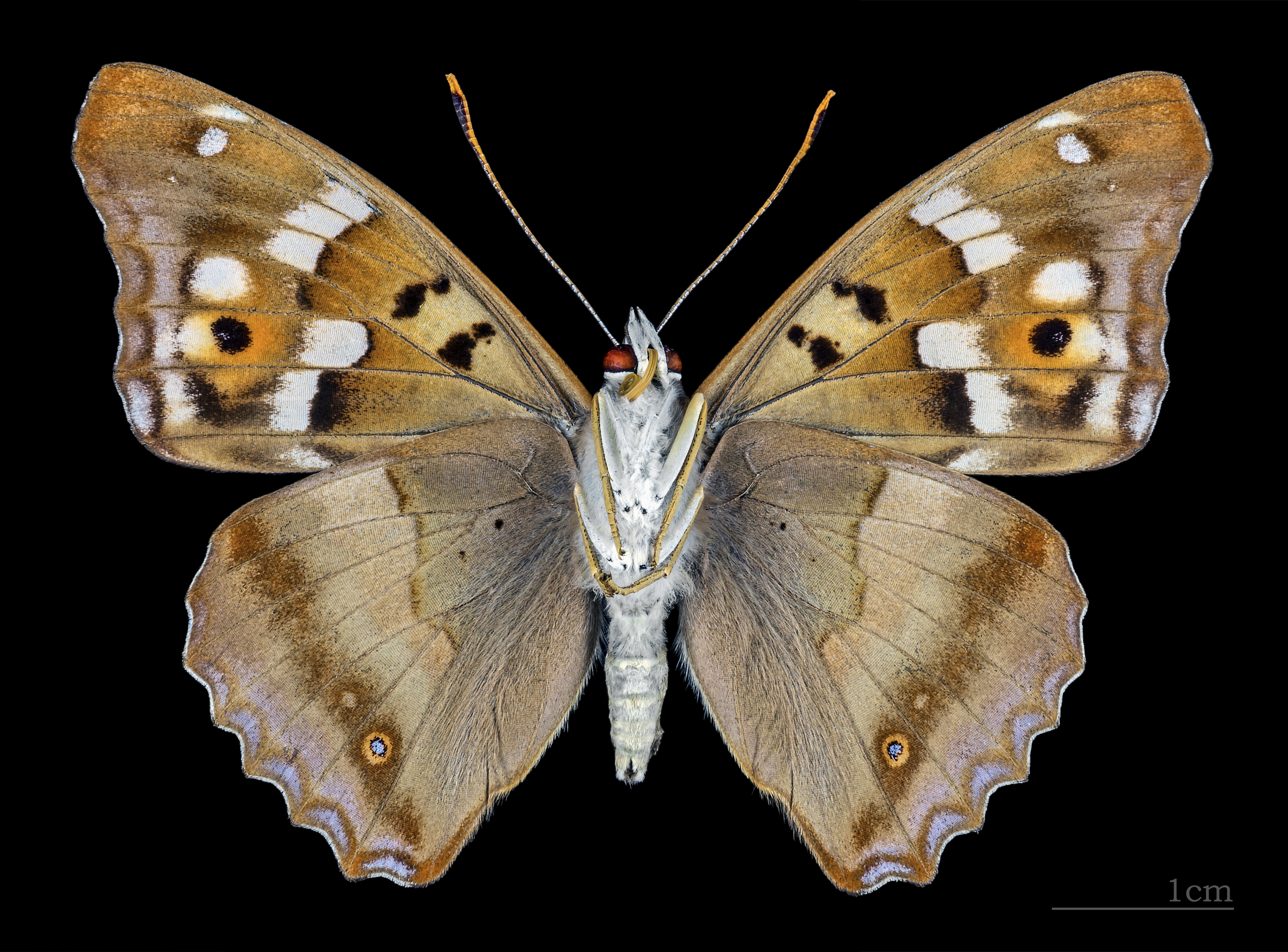
Apatura ilia clytie ♂  △